# Ретель (округ)
Ретель (фр. Rethel) — округ (фр. Arrondissement) во Франции, один из округов в регионе Шампань-Арденны. Департамент округа — Арденны. Супрефектура — Ретель.
Население округа на 2006 год составляло 35 152 человек. Плотность населения составляет 29 чел./км². Площадь округа составляет всего 1200 км².